# Caudron C.240
Le Caudron C.240 est un avion de tourisme de quatre places produit en France en 1931 par la Société des avions Caudron. C'est un monoplan monomoteur, à ailes basses et en porte-à-faux, construit en bois et en métal. Il est équipé d'un train d'atterrissage fixe et conventionnel.
Il a été présenté pour des tests officiels au Service technique de l'aéronautique (STAé), mais il n'a pas bien répondu aux données de contrôle et n'a pas reçu son certificat de navigabilité. Caudron n'ayant pas pu trouver de clients, la poursuite de son développement a été abandonnée.